# Campeonato Mundial de Baloncesto de 1963
El IV Campeonato mundial de baloncesto de 1963 organizado por la Federación Internacional de Baloncesto se llevó a cabo en la ciudad de Río de Janeiro (Brasil) en 1963. Participaron 13 selecciones.

## Países participantes
| América                                                                | Asia  | Europa                                    |
| ---------------------------------------------------------------------- | ----- | ----------------------------------------- |
| Argentina Brasil Canadá Estados Unidos México Perú Puerto Rico Uruguay | Japón | Francia Italia Unión Soviética Yugoslavia |

## Clasificación final
| Po. | Equipo          |
| --- | --------------- |
| 1   | Brasil          |
| 2   | Yugoslavia      |
| 3   | Unión Soviética |
| 4   | Estados Unidos  |
| 5   | Francia         |
| 6   | Puerto Rico     |
| 7   | Italia          |
| 8   | Argentina       |
| 9   | México          |
| 10  | Uruguay         |
| 11  | Canadá          |
| 12  | Perú            |
| 13  | Japón           |

|                           |
|                           |
| Campeón Brasil 2.º título |

## Plantilla de los equipos medallistas
1 Brasil Amaury Pasos, Wlamir Marques, Ubiratan Pereira Maciel, Carlos Domingos Massoni, Benedito Cícero Tortelli, Carmo de Souza, Jatyr Eduardo Schall, Luiz Cláudio Menon, Antônio Salvador Sucar, Victor Mirshauswka, Waldemar Blatskauskas, Friedrich Braun(Entrenador: Togo Renan Soares)
2 Yugoslavia Slobodan Gordić, Radivoj Korać, Trajko Rajković, Dragan Kovačić, Josip Đerđa, Dragoslav Ražnatović, Ivo Daneu, Zvonko Petričević, Vital Eiselt, Vladimir Cvetković, Nemanja Đurić, Miodrag Nikolić. (Entrenador: Aca Nikolić)
3 URSS Gennadi Volnov, Viktor Zubkov, Vladimir Ugrekhelidze, Guram Minaschvili, Juris Kalniņš, Yuri Korneyev, Alexander Petrov, Anzor Lezhava, Aleksandr Travin, Viacheslav Khrinin, Leonid Ivanov, Vadym Hladun (Entrenador: Alexander Gomelsky)